# Misiones Petersberg

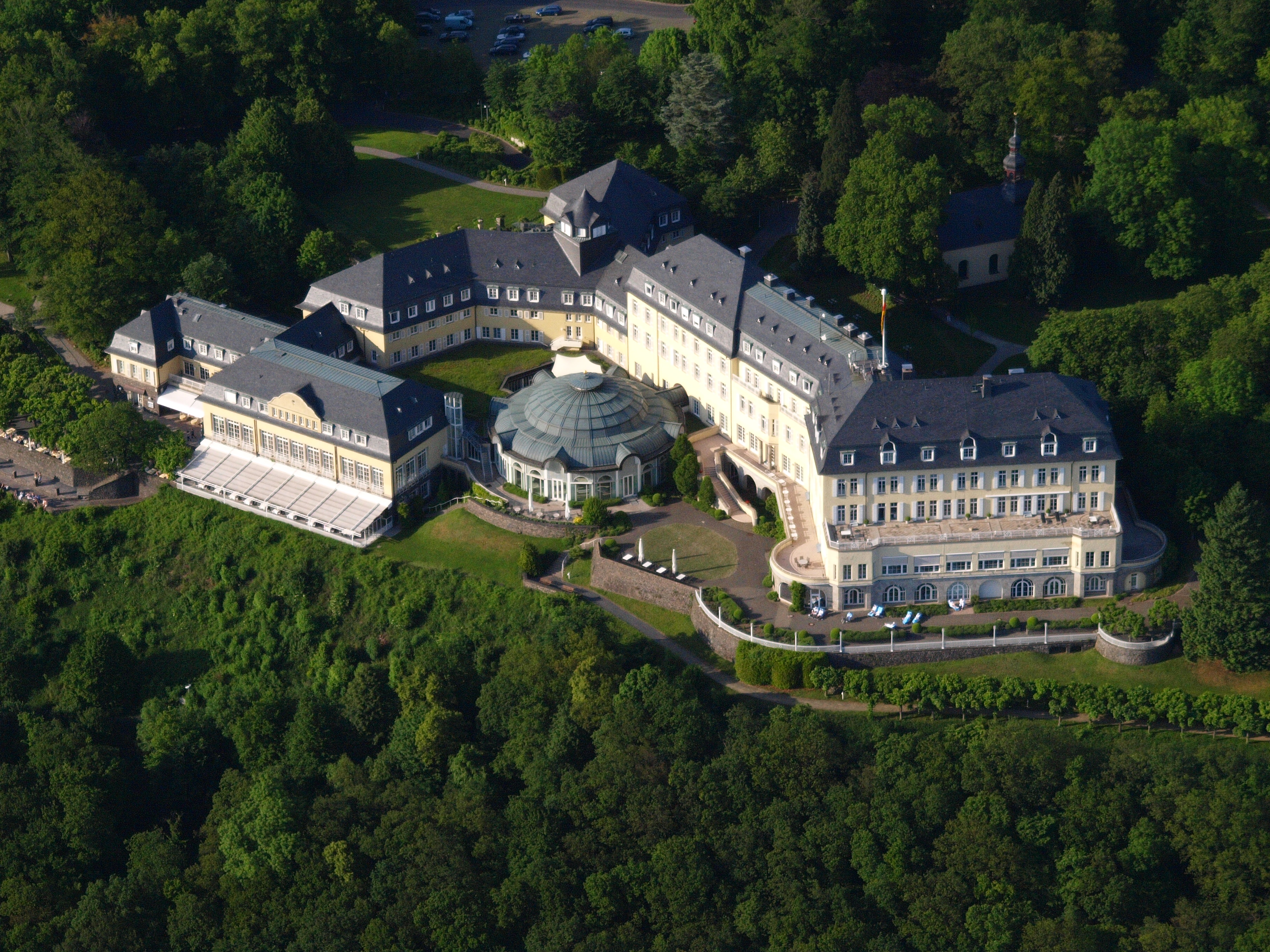
Hotel Petersberg.

Se conoce con el nombre de Misiones Petersberg, debido a la ciudad alemana donde se idearon las primeras, en 1992, a las operaciones de naturaleza militar que la Unión Europea realiza mediante las fuerzas armadas de sus Estados, fuera de sus fronteras, con el fin de contribuir a la estabilidad política o al socorro humanitario en terceros países y regiones del mundo.
Las Misiones (o Tareas) de Petersberg son el instrumento que la desaparecida Unión Europea Occidental (1945-2011) desarrolló para las misiones militares conjuntas de los Estados miembro fuera de las fronteras de la organización.
Las Misiones de Petersberg se acordaron en 1992 cerca de Bonn, Alemania, y se incorporaron de manera implícita al Tratado de la Unión Europea en su Título V (versión consolidada, art.42). Las Misiones de Petersberg son la base de la Política Europea de Seguridad y Defensa, de la Unión Europea. Son un mecanismo de cooperación intergubernamental y prevén el establecimiento de operaciones militares y/o civiles con el objetivo declarado de (art. 42.1):
- Garantizar	el mantenimiento de la paz
- La	prevención de los conflictos
- El	fortalecimiento de la seguridad	internacional

Según el artículo 42.7, “[l]os compromisos y la cooperación en este ámbito seguirán ajustándose a los compromisos adquiridos en el marco de la Organización del Tratado del Atlántico Norte, que seguirá siendo, para los Estados miembros que forman parte de la misma, el fundamento de su defensa colectiva y el organismo de ejecución de ésta”. Según el artículo 43, deben ser misiones relacionadas con:
- desarme
- Misiones	humanitarias y de rescate
- Misiones	de asesoramiento y asistencia en cuestiones militares
- Misiones	de prevención de conflictos y mantenimiento de la paz
- Misiones	de fuerzas de combate para la gestión de crisis, incluidas las	misiones de restablecimiento de la paz y de estabilización al	término de los conflictos

Las Misiones de Petersberg se diseñaron en línea con la OTAN. Además de las operaciones de mantenimiento de la paz aceptadas por la OTAN, estas incluyeron misiones militares de apoyo a la ayuda humanitaria o misiones de gestión de crisis y restablecimiento de la paz, siempre en coordinación con la OTAN.
Las misiones y operaciones que se desarrollan en el exterior obedecen a la lógica intergubernamental, como toda la Política Europea de Seguridad y de Defensa (no así otras políticas como las de cooperación al desarrollo, políticas comerciales, etc. que tienen un carácter comunitario). Así, las misiones son integradas por aquellos Estados miembros que deseen participar voluntariamente. Las misiones son aprobadas por el Consejo Europeo en su formación de ministros de Asuntos Exteriores a propuesta de la Alta Representante de la UE para Asuntos Exteriores y Política de Seguridad o a propuesta de un Estado Miembro.

## Historia
El origen de estas misiones internacionales se encuentra precisamente en el castillo alemán de Petersberg, en las proximidades de Bonn, donde en junio de 1992 los ministros de defensa de la Unión Europea Occidental adoptaron por vez primera un acuerdo que establecía un mecanismo de cooperación intergubernamental a escala comunitaria en asuntos de defensa, en el marco de misiones internacionales multilaterales. Este acuerdo debía tratarse, en un principio, de una mera transposición de otro que en términos semejantes habían adoptado días antes los ministros de defensa de la Alianza Atlántica en Oslo; sin embargo, la decisión adoptada por los europeos fue más allá de lo que estipulaba el Comité de Defensa de la OTAN, pues en ella se contemplaban, además de las misiones de mantenimiento de la paz aceptadas por la Alianza, otros dos tipos de misiones suplementarias: las humanitarias y las de gestión de crisis en combate. Dichas misiones debían hacerse asimismo en coordinación con la Unión Europea Occidental y, por supuesto, con la propia OTAN.
El mecanismo creado en el Consejo de Petersberg fue por primera vez recogido por los Tratados con la entrada en vigor del Tratado de Ámsterdam en 1999, por el que se creó, en el seno de la política exterior y de seguridad común, una política europea de seguridad y defensa, hoy renombrada y profundizada por el Tratado de Lisboa como "política común de seguridad y defensa".